# كين بيلينغتون
كين بيلينغتون (بالإنجليزية: Ken Billington)‏ هو مصمم إضاءة أمريكي، ولد في 29 ديسمبر 1946 في وايت بلينس في الولايات المتحدة.

## وصلات خارجية
- كين بيلينغتون على موقع قاعدة بيانات برودواي على الإنترنت (الإنجليزية)